# PCC-772 천안
PCC-772 천안(天安, 영어: ROKS Cheonan)은 충청남도 천안시의 이름을 딴 대한민국 해군의 포항급 초계함이다. 대한민국 해군이 건조하여 사용했다. 2010년 3월 26일 21시 22분, 백령도 남방 2.5 km 지점에서 경계작전 임무를 수행하던 중 격침되었다. 대한민국 정부는 합동조사단의 조사 결과에 따라 천안함이 조선인민군 해군 잠수정의 어뢰 공격을 받아 침몰하였다고 발표하였다.

## 사건 및 사고
- 천안함 피격 사건

## 역사
천안함은 1987년 건조, 1989년 배치되었다. 천안함은 1982년부터 1991년까지 28척이 건조된 PCC 동해급, 포항급 초계함 중에서 포항급 후기형에 해당한다. 포항급은 예산 문제로 울산급 배치가 어려워지자 대체 목적으로 건조된 것이다.
1999년 제1연평해전에 참전했고 이때 후미에 피격을 당한 적이 있는 것으로 알려졌다.
2010년 3월 26일 저녁 백령도 해상에서 침몰하여 대한민국 국방부는 침몰의 원인을 밝히기 위해 대한민국에 있는 10개 민간 기관 및 전문가 27명과 군 전문가 22명, 국회 추천 전문위원 3명이 참여하고 객관성과 공인성을 높이기 위해 미국, 오스트레일리아, 영국, 스웨덴 4개국 전문가 24명을 포함한 민군합동조사단을 구성했다. 합동조사단은 사건 발생 54일 만에 천안함이 북한군의 어뢰 공격으로 침몰했다는 조사결과를 공식 발표하였다.
그러나 조선민주주의인민공화국은 합동조사단의 조사결과를 부정하고 있으며, 천안함의 침몰 원인에 대해 좌초설, 충돌설 등 여러 설이 제기되었다. 2018년 3월 28일 KBS 추적 60분에서 천안함 피격 사건에 대한 논란을 다뤘다.

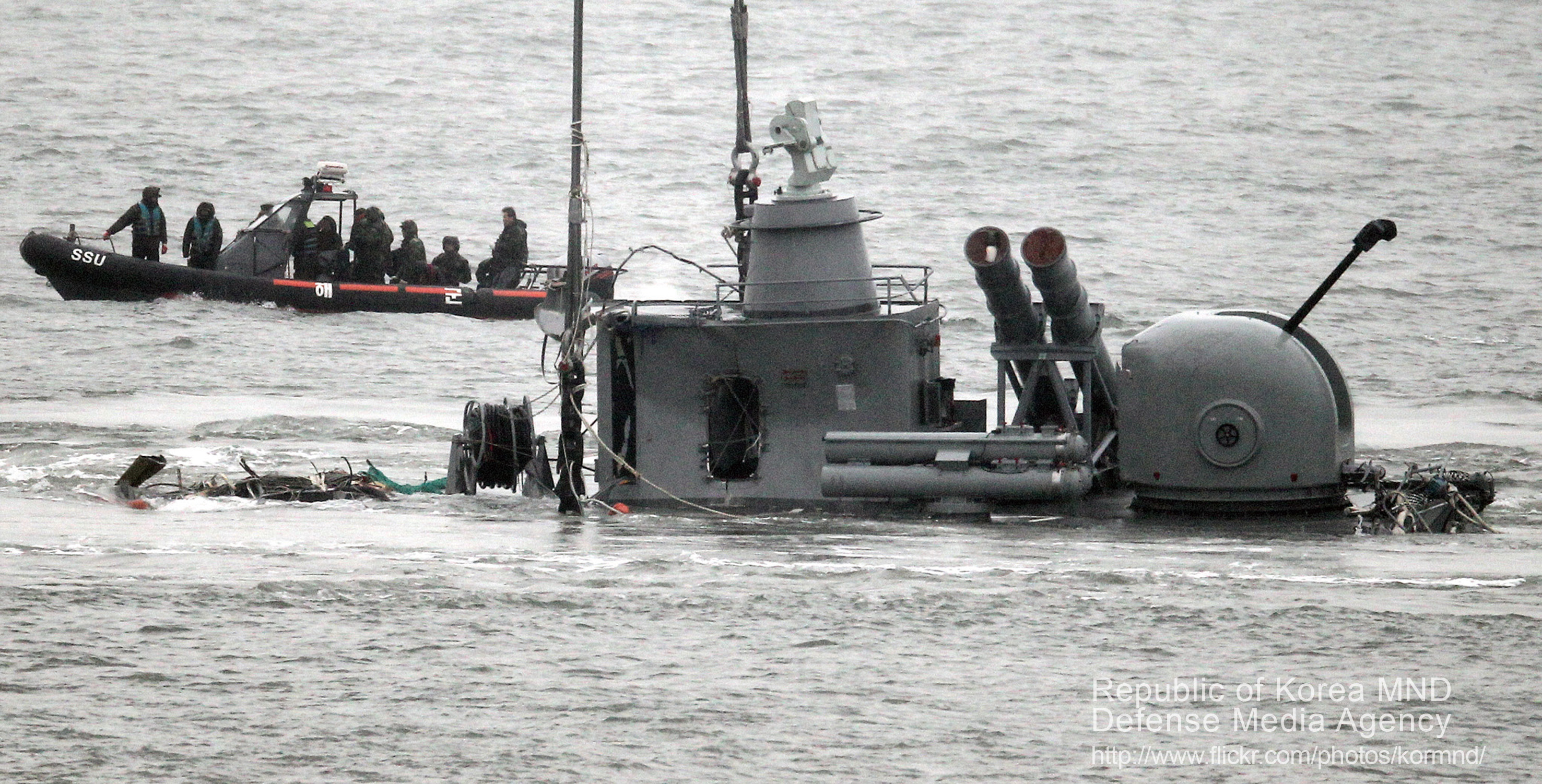
인양되는 천안함 함미

## 같이 보기
- 포항급 초계함
- 천안함 피격 사건
- 한주호